# 第211回国会
第211回国会（だい211かいこっかい）とは、2023年（令和5年）1月23日に召集された通常国会（常会）。会期は、6月21日までの150日間。

## 各党・会派の議席数
| 衆議院     | 衆議院                   | 衆議院                                                        | 衆議院 | 衆議院 |
| ---------- | ------------------------ | ------------------------------------------------------------- | ------ | ------ |
| 合計       | 合計                     | 合計                                                          | 合計   | 465    |
|            | 自由民主党・無所属の会   | 自由民主党                                                    | 261    | 262    |
| 無所属     | 自由民主党・無所属の会   | 1                                                             |        | 262    |
|            | 立憲民主党・無所属       | 立憲民主党                                                    | 95     | 97     |
| 社会民主党 | 立憲民主党・無所属       | 1                                                             |        | 97     |
| 無所属     | 立憲民主党・無所属       | 1                                                             |        | 97     |
|            | 日本維新の会             | 日本維新の会                                                  | 41     | 41     |
|            | 公明党                   | 公明党                                                        | 32     | 32     |
|            | 国民民主党・無所属クラブ | 国民民主党                                                    | 10     | 10     |
|            | 日本共産党               | 日本共産党                                                    | 10     | 10     |
|            | 有志の会                 | 無所属                                                        | 5      | 5      |
|            | れいわ新選組             | れいわ新選組                                                  | 3      | 3      |
|            | 無所属                   | 議長：細田博之（自由民主党） 副議長：海江田万里（立憲民主党） | 2      | 4      |
| 無所属     | 無所属                   | 2                                                             |        | 4      |
|            | 欠員                     | 長崎4区                                                       | 1      | 1      |

| 参議院     | 参議院               | 参議院                                                      | 参議院 | 参議院 |
| ---------- | -------------------- | ----------------------------------------------------------- | ------ | ------ |
| 合計       | 合計                 | 合計                                                        | 合計   | 248    |
|            | 自由民主党           | 自由民主党                                                  | 119    | 119    |
|            | 立憲民主・社民       | 立憲民主党                                                  | 37     | 40     |
| 社会民主党 | 立憲民主・社民       | 2                                                           |        | 40     |
| 無所属     | 立憲民主・社民       | 1                                                           |        | 40     |
|            | 公明党               | 公明党                                                      | 27     | 27     |
|            | 日本維新の会         | 日本維新の会                                                | 21     | 21     |
|            | 国民民主党・新緑風会 | 国民民主党                                                  | 11     | 13     |
| 無所属     | 国民民主党・新緑風会 | 2                                                           |        | 13     |
|            | 日本共産党           | 日本共産党                                                  | 11     | 11     |
|            | れいわ新選組         | れいわ新選組                                                | 5      | 5      |
|            | 政治家女子48党       | 政治家女子48党                                              | 2      | 2      |
|            | 沖縄の風             | 無所属                                                      | 2      | 2      |
|            | 各派に属しない議員   | 議長：尾辻秀久（自由民主党） 副議長：長浜博行（立憲民主党） | 2      | 8      |
| 参政党     | 各派に属しない議員   | 1                                                           |        | 8      |
| 無所属     | 各派に属しない議員   | 5                                                           |        | 8      |
|            | 欠員                 |                                                             | 0      | 0      |

## 今国会の動き

### 召集前

#### 2022年
- 12月21日 - 自由民主党の薗浦健太郎衆議院議員が、複数の政治資金パーティーで得た収入について、計4千万円ほど政治資金収支報告書に少なく記載していた問題の責任を取り議員辞職[3]。

#### 2023年
- 1月5日 - 自由民主党の後藤田正純衆議院議員が徳島県知事選挙出馬のため議員辞職[4]。
- 1月13日 - 自由民主党の三木亨参議院議員が徳島県知事選挙出馬のため議員辞職[5]
- 1月16日 - れいわ新選組の水道橋博士参議院議員が体調不良のため議員辞職[6]。
- 1月18日
  - 後藤田正純の辞職に伴い、比例四国ブロックにて次点の瀬戸隆一が繰り上げ当選[7]。
  - 三木亨の辞職に伴い、参議院比例区にて次点の田中昌史が繰り上げ当選[7]。
  - 水道橋博士の辞職に伴い、参議院比例区にて次点の大島九州男が繰り上げ当選[7]。

### 会期中
- 1月23日 - 召集。
  - この時点で衆議院3人欠員、参議院は欠員なし。
  - 開会式[8][9]
  - 衆議院[10]と参議院[11]にて政府四演説
    - 施政方針演説：内閣総理大臣・岸田文雄[12]
    - 外交演説：外務大臣・林芳正[13]
    - 財政演説：財務大臣・鈴木俊一[14]
    - 経済演説：内閣府特命担当大臣（経済財政政策担当）・後藤茂之[15]

- 1月25日 - 代表質問1日目
  - 午後に衆議院本会議で、立憲民主党代表・泉健太、自由民主党幹事長・茂木敏充、立憲民主党国会対策委員会副委員長・大築紅葉の順で質疑を行った[16][17]
- 1月26日 - 代表質問2日目
  - 午前中は参議院本会議で、立憲民主党参議院議員会長・水岡俊一、自由民主党幹事長代理・山本順三の順で質疑を行った。
  - 午後は衆議院本会議で、日本維新の会代表・馬場伸幸、公明党幹事長・石井啓一、国民民主党代表・玉木雄一郎、日本共産党中央委員会幹部会委員長・志位和夫の順で質疑を行った。
    - 玉木は前年同様、自身のYouTube個人チャンネルとTwitterにて質問を公募する[18][19]。
- 1月27日 - 代表質問最終日
  - 参議院本会議で、公明党代表・山口那津男、日本維新の会参議院議員会長・浅田均、国民民主党代表代行・大塚耕平、日本共産党中央委員会書記局長・小池晃、立憲民主党政務調査会副会長・小沼巧、自由民主党政務調査会長代理・大家敏志、れいわ新選組副代表・舩後靖彦の順で質疑を行った。
- 1月30日 - 尾辻秀久参議院議長は、2022年7月の初当選以来国会欠席を続けているNHK党のガーシー議員に対し、出席を求める「招状」を発出。1949年以来74年ぶりで史上2例目[20]。
- 2月7日 - 自由民主党の岸信夫衆議院議員が体調不良のため議員辞職[21]。
- 2月8日 - 国会法の定める7日間の出席期限を過ぎたため、尾辻議長がガーシー議員を懲罰委員会に付託した[22]。
- 2月13日 - 無所属の三反園訓衆議院議員が自民党会派入りし、会派名も「自由民主党」から「自由民主党・無所属の会」に変更[23]。
- 2月21日 - 参議院懲罰委員会は、ガーシー議員に対し3番目に重い懲罰である「公開議場における陳謝」を科すことを全会一致で決めた[24]。
- 2月22日 - 参議院本会議で前述のガーシー議員に対する処分が賛成多数で可決された[25]。
- 2月28日
  - 衆議院本会議で令和5年度予算案の採決が行われ、自民、公明両党の賛成多数で可決された[26]。
    - 採決の際、れいわ新選組の櫛渕万里、大石晃子両議員がゆっくりと歩いて時間を稼ぐ「牛歩戦術」を行い反対の意を示した。細田博之議長が「1分以内に投票しなければ棄権とみなす」と通告。投票に壇上に上がった大石は「この愚か者めが！」と叫んで反対票を事務方に渡したが、制限時間を超えていたとして棄権扱いとなった[27]。3月3日、衆議院議院運営委員会の山口俊一委員長は「議場の規律を乱した」として2人を厳重注意した[28]。
- 3月7日 - ガーシー議員は党関係者を通じ、陳謝する参議院本会議を欠席する意向を示した。陳謝する動画の提出を希望したが、参院議院運営委員会の与野党理事が拒否した[29]。
- 3月8日
  - 陳謝が予定されたこの日の本会議をガーシー議員が欠席し、尾辻秀久議長は「院議に従わなかった」と述べ、懲罰委員会に付すことを宣言[30]。
  - NHK党が党名と会派名を政治家女子48党に変更[31]。
- 3月10日 - 無所属の安達澄参議院議員が大分県知事選挙出馬のため議員辞職[32]。
- 3月14日 - 参議院懲罰委員会は、ガーシー議員に対し最も重い懲罰の「除名」を科すことを全会一致で決めた[33]。
- 3月15日 - 参議院本会議でガーシー議員を除名。国会議員の除名は1951年（昭和26年）の第10回国会以来72年ぶり[34]。除名によりガーシーは国会会期中の不逮捕特権を失い、翌16日に警視庁は著名人らを繰り返し脅迫する内容の動画配信を行ったなどとして暴力行為等処罰法違反（常習的脅迫）容疑などでガーシーの逮捕状を取った[35]。
- 3月24日 - ガーシーの除名に伴い、参議院比例区のNHK党（現・政治家女子48党）比例名簿に基づき齊藤健一郎が繰り上げ当選[36]。
- 3月28日
  - 参議院本会議で令和5年度予算案の採決が行われ、与党などの賛成多数で可決、成立した[37]。
    - 採決の際、れいわ新選組代表山本太郎議員と同党の議員2人が牛歩戦術を行なった。尾辻秀久議長は速やかな投票を促したがそれに応じなかったため、「2分で投票箱を閉鎖する」と宣言。山本と木村英子は棄権と見なされ投票できなかった[38]。
- 3月30日 - 立憲民主党の吉田忠智参議院議員が参議院大分県選挙区補欠選挙出馬のため議員辞職[39]。
- 3月31日 - 立憲民主党の泉健太代表は、衆議院憲法審査会を巡り「毎週開催はサルのやることだ」などと発言した小西洋之参議院議員について、参議院憲法審査会筆頭幹事の職を更迭すると表明した[40]。
- 4月7日 - 吉田忠智の辞職に伴い、参議院比例区の社会民主党比例名簿に基づき大椿裕子が繰り上げ当選[41]。
- 4月15日 - 岸田文雄襲撃事件
- 4月23日 - 統一補欠選挙[42]
  - 衆議院千葉県第5区補欠選挙で自由民主党の英利アルフィヤが当選。
  - 衆議院和歌山県第1区補欠選挙で日本維新の会の林佑美が当選。
  - 衆議院山口県第2区補欠選挙で自由民主党の岸信千世が当選。
  - 衆議院山口県第4区補欠選挙で自由民主党の吉田真次が当選。
  - 参議院大分県選挙区補欠選挙で自由民主党の白坂亜紀が当選。
    - これによりおよそ2年ぶりに両院とも欠員ゼロとなった。
- 5月12日
  - 衆議院本会議で、防衛費増額の財源確保法案の審議を巡り提出された塚田一郎衆議院財務金融委員長に対する解任決議案を反対多数で否決[43]。
  - 日本維新の会の梅村みずほ参議院議員は、難民申請中の送還を可能とする出入国管理及び難民認定法改正案の参議院本会議での審議で、名古屋出入国在留管理局に収容中の女性が亡くなったウィシュマさん死亡事件について「資料と映像を総合的に見ると、よかれと思った支援者の一言が、ウィシュマさんに『病気になれば仮釈放してもらえる』という淡い期待を抱かせ、医師から詐病の可能性を指摘される状況へつながったおそれも否定できない」と主張。発言を問題視する声が上がり、議場は一時騒然となった[44]。さらに16日の参議院法務委員会では「ハンガーストライキによる体調悪化で亡くなったのかもしれない」などと発言。18日に維新の藤田文武幹事長は「事実確認を逸脱し、思い込みや想像の範囲で感情的に質疑した。極めて不適切だ」と述べて陳謝し、梅村を法務委員会の委員から更迭すると発表した[45]。26日、維新は梅村を党員資格停止6ヶ月の処分とした[46]。
- 5月18日 - 衆議院本会議で、上述の理由で提出された鈴木俊一財務大臣に対する不信任決議案を反対多数で否決[47]。
- 5月19日 - 5月21日 - 第49回先進国首脳会議
- 5月19日 - 自由民主党など与野党5党は、衆議院本会議での不信任決議案の採決時に壇上で与野党を批判する紙を掲げた、れいわ新選組の櫛渕万里共同代表に対する懲罰動議を衆議院に提出した。れいわを巡っては、大石晃子共同代表が同様の行為で既に厳重注意を受けており、与野党から厳しく対処すべきだとの声が出ていた[48]。
- 5月20日 - 自由民主党の北村誠吾衆議院議員が死去[49]。
- 5月25日 - 衆議院本会議で櫛渕万里議員に対する懲罰動議を賛成多数で可決[50]。
- 5月31日 - 衆議院懲罰委員会は、櫛渕万里議員に対し「10日間の登院停止」を科すことを賛成多数で決めた[51]。
- 6月1日 - 衆議院本会議で櫛渕に対する処分が賛成多数で可決された[52]。
- 6月2日 - 参議院本会議で、入管難民法改正案を巡り、立憲民主党が提出した杉久武参議院法務委員長に対する解任決議案を反対多数で否決[53]。
- 6月7日
  - 参議院本会議で齋藤健法務大臣に対する問責決議案を反対多数で否決[54]。
  - 無所属の嘉田由紀子参議院議員が国民民主党に入党[55]。
- 6月9日 - れいわ新選組の山本太郎代表が8日の参議院法務委員会で、法案採決を阻止しようと委員長席に向かって飛びかかり、議員2人を負傷させたとして、自民党、立憲民主党などは、山本に対する懲罰動議を参議院に提出した[56]。
- 6月15日
  - 松原仁衆議院議員が立憲民主党を離党[57]。
  - 岸田首相が会期内の衆議院解散を否定[58]。
- 6月16日 -  衆議院本会議で岸田内閣不信任決議案を反対多数で否決[59]。
- 6月20日 - 参院議議院運営委員会は理事懇談会で、山本に対し、今国会での懲罰を見送る方針を決めた。石井準一議院運営委員長は記者団に対し「山本氏から『反省しております』との言葉もあった。（見送りは）理事会の大体の総意だ」と述べた[60]。
- 6月21日 - 会期末[61]。

## 主な審議議案

### 閣法（内閣提出法律案）[62]
| 提出回次 | 番号 | 議案件名 | 結果 | 成立日  | 備考 |
| -------- | ---- | --- | ---- | ------- | ---- |
| 210      | 6    | 新型コロナウイルス感染症等の影響による情勢の変化に対応して生活衛生関係営業等の事業活動の継続に資する環境の整備を図るための旅館業法等の一部を改正する法律案                                              | 成立 | 6月7日  |      |
| 211      | 1    | 我が国の防衛力の抜本的な強化等のために必要な財源の確保に関する特別措置法案 | 成立 | 6月16日 |      |
| 211      | 2    | 所得税法等の一部を改正する法律案 | 成立 | 3月28日 |      |
| 211      | 3    | 駐留軍関係離職者等臨時措置法及び国際協定の締結等に伴う漁業離職者に関する臨時措置法の一部を改正する法律案                                                                                                | 成立 | 3月30日 |      |
| 211      | 4    | 戦没者等の妻に対する特別給付金支給法等の一部を改正する法律案 | 成立 | 3月30日 |      |
| 211      | 5    | 水産加工業施設改良資金融通臨時措置法の一部を改正する法律案 | 成立 | 3月30日 |      |
| 211      | 6    | 新型インフルエンザ等対策特別措置法及び内閣法の一部を改正する法律案 | 成立 | 4月21日 |      |
| 211      | 7    | 福島復興再生特別措置法の一部を改正する法律案 | 成立 | 6月2日  |      |
| 211      | 8    | 地方税法等の一部を改正する法律案 | 成立 | 3月28日 |      |
| 211      | 9    | 地方交付税法等の一部を改正する法律案 | 成立 | 3月28日 |      |
| 211      | 10   | 裁判所職員定員法の一部を改正する法律案 | 成立 | 4月7日  |      |
| 211      | 11   | 在外公館の名称及び位置並びに在外公館に勤務する外務公務員の給与に関する法律の一部を改正する法律案 | 成立 | 3月30日 |      |
| 211      | 12   | 脱炭素成長型経済構造への円滑な移行の推進に関する法律案 | 成立 | 5月12日 |      |
| 211      | 13   | 関税定率法等の一部を改正する法律案 | 成立 | 3月30日 |      |
| 211      | 14   | 株式会社国際協力銀行法の一部を改正する法律案 | 成立 | 4月7日  |      |
| 211      | 15   | 国際通貨基金及び国際復興開発銀行への加盟に伴う措置に関する法律の一部を改正する法律案 | 成立 | 4月7日  |      |
| 211      | 16   | 全世代対応型の持続可能な社会保障制度を構築するための健康保険法等の一部を改正する法律案 | 成立 | 5月12日 |      |
| 211      | 17   | 地域公共交通の活性化及び再生に関する法律等の一部を改正する法律案 | 成立 | 4月21日 |      |
| 211      | 18   | 道路整備特別措置法及び独立行政法人日本高速道路保有・債務返済機構法の一部を改正する法律案 | 成立 | 5月31日 |      |
| 211      | 19   | 防衛省設置法の一部を改正する法律案 | 成立 | 4月14日 |      |
| 211      | 20   | 防衛省が調達する装備品等の開発及び生産のための基盤の強化に関する法律案 | 成立 | 6月7日  |      |
| 211      | 21   | 私立学校法の一部を改正する法律案 | 成立 | 4月26日 |      |
| 211      | 22   | 日本語教育の適正かつ確実な実施を図るための日本語教育機関の認定等に関する法律案 | 成立 | 5月26日 |      |
| 211      | 23   | 特定受託事業者に係る取引の適正化等に関する法律案 | 成立 | 4月28日 |      |
| 211      | 24   | 配偶者からの暴力の防止及び被害者の保護等に関する法律の一部を改正する法律案 | 成立 | 4月7日  |      |
| 211      | 25   | 気象業務法及び水防法の一部を改正する法律案 | 成立 | 5月23日 |      |
| 211      | 26   | 脱炭素社会の実現に向けた電気供給体制の確立を図るための電気事業法等の一部を改正する法律案 | 成立 | 5月31日 |      |
| 211      | 27   | 不当景品類及び不当表示防止法の一部を改正する法律案 | 成立 | 5月10日 |      |
| 211      | 28   | 仲裁法の一部を改正する法律案 | 成立 | 4月21日 |      |
| 211      | 29   | 調停による国際的な和解合意に関する国際連合条約の実施に関する法律案 | 成立 | 4月21日 |      |
| 211      | 30   | 裁判外紛争解決手続の利用の促進に関する法律の一部を改正する法律案 | 成立 | 4月21日 |      |
| 211      | 31   | 合法伐採木材等の流通及び利用の促進に関する法律の一部を改正する法律案 | 成立 | 4月26日 |      |
| 211      | 32   | 気候変動適応法及び独立行政法人環境再生保全機構法の一部を改正する法律案 | 成立 | 4月28日 |      |
| 211      | 33   | 日本国の自衛隊とオーストラリア国防軍との間における相互のアクセス及び協力の円滑化に関する日本国とオーストラリアとの間の協定の実施に 関する法律案                                                         | 成立 | 4月28日 |      |
| 211      | 34   | 日本国の自衛隊とグレートブリテン及び北アイルランド連合王国の軍隊との間における相互のアクセス及び協力の円滑化に関する日本国とグレートブリテン及び 北アイルランド連合王国との間の協定の実施に関する法律案 | 成立 | 4月28日 |      |
| 211      | 35   | 特定先端大型研究施設の共用の促進に関する法律の一部を改正する法律案 | 成立 | 4月14日 |      |
| 211      | 36   | 孤独・孤立対策推進法案 | 成立 | 6月7日  |      |
| 211      | 37   | 国家戦略特別区域法及び構造改革特別区域法の一部を改正する法律案 | 成立 | 4月26日 |      |
| 211      | 38   | 医療分野の研究開発に資するための匿名加工医療情報に関する法律の一部を改正する法律案 | 成立 | 5月16日 |      |
| 211      | 39   | 地方自治法の一部を改正する法律案 | 成立 | 4月26日 |      |
| 211      | 40   | 放送法及び電波法の一部を改正する法律案 | 成立 | 5月26日 |      |
| 211      | 41   | 刑事訴訟法等の一部を改正する法律案 | 成立 | 5月10日 |      |
| 211      | 42   | 海上運送法等の一部を改正する法律案 | 成立 | 4月28日 |      |
| 211      | 43   | 空家等対策の推進に関する特別措置法の一部を改正する法律案 | 成立 | 6月7日  |      |
| 211      | 44   | 地域の自主性及び自立性を高めるための改革の推進を図るための関係法律の整備に関する法律案 | 成立 | 6月13日 |      |
| 211      | 45   | 生活衛生等関係行政の機能強化のための関係法律の整備に関する法律案 | 成立 | 5月19日 |      |
| 211      | 46   | 行政手続における特定の個人を識別するための番号の利用等に関する法律等の一部を改正する法律案 | 成立 | 6月2日  |      |
| 211      | 47   | デジタル社会の形成を図るための規制改革を推進するためのデジタル社会形成基本法等の一部を改正する法律案 | 成立 | 6月14日 |      |
| 211      | 48   | 出入国管理及び難民認定法及び日本国との平和条約に基づき日本の国籍を離脱した者等の出入国管理に関する特例法の一部を改正する法律案                                                                          | 成立 | 6月9日  |      |
| 211      | 49   | 国立健康危機管理研究機構法案 | 成立 | 5月31日 |      |
| 211      | 50   | 国立健康危機管理研究機構法の施行に伴う関係法律の整備に関する法律案 | 成立 | 5月31日 |      |
| 211      | 51   | 著作権法の一部を改正する法律案 | 成立 | 5月17日 |      |
| 211      | 52   | 漁港漁場整備法及び水産業協同組合法の一部を改正する法律案 | 成立 | 5月19日 |      |
| 211      | 53   | 遊漁船業の適正化に関する法律の一部を改正する法律案 | 成立 | 5月26日 |      |
| 211      | 54   | 不正競争防止法等の一部を改正する法律案 | 成立 | 6月7日  |      |
| 211      | 55   | 中小企業信用保険法及び株式会社商工組合中央金庫法の一部を改正する法律案 | 成立 | 6月14日 |      |
| 211      | 56   | 金融商品取引法等の一部を改正する法律案 | 成立 | 3月14日 |      |
| 211      | 57   | 情報通信技術の進展等の環境変化に対応するための社債、株式等の振替に関する法律等の一部を改正する法律案 | 成立 | 3月14日 |      |
| 211      | 58   | 刑法及び刑事訴訟法の一部を改正する法律案 | 成立 | 6月16日 |      |
| 211      | 59   | 性的な姿態を撮影する行為等の処罰及び押収物に記録された性的な姿態の影像に係る電磁的記録の消去等に関する法律案                                                                                            | 成立 | 6月16日 |      |
| 211      | 60   | 民事関係手続等における情報通信技術の活用等の推進を図るための関係法律の整備に関する法律案 | 成立 | 6月6日  |      |